# Mustache Funk
Mustache Funk (ukrainisch Вусатий фанк Wussatyj fank) ist ein ukrainischer Dokumentarfilm von Oleksandr Kowsch und Witalij Bardezkyj über Vokal- und Instrumentalensembles in der Sowjetunion der 1970er Jahre.
Die für den 6. Oktober 2020 geplante Premiere des Films wurde auf den 24. Juni 2021 verschoben.

## Handlung
Der Film untersucht das Phänomen des "Goldenen Zeitalters" der ukrainischen Popmusik anhand von Bands wie "Smerichka", "Svityaz", "Arnica", " Kobza", "Muster der Wege", "Marsch", "Glocken", "Wasserfall" und anderen.

## Produktionsnotizen
Produziert wurde "Mustache Funk" vom Studio T.TM mit Unterstützung der Staatlichen Agentur der Ukraine für Kino und des Kulturministeriums der Ukraine. Idee und Drehbuch für den Film stammen von dem Musikjournalisten und ehemaligen Manager der Gruppen „Ocean Elsa“ und „Skryabin“, Witalij Bardezkyj.

## Rezeption
Das Portal ITC.ua gab dem Film 4 von 5 Sternen und fasste zusammen, dass "dies eine genaue Geschichte über original ukrainische Musik ist, [die] viel interessanter und fortschrittlicher war als die sowjetischen Ansichten über Kultur".